# Oops!… I Did It Again (песня)
«Oops!… I Did It Again» — первый сингл американской певицы Бритни Спирс из её второго студийного альбома Oops!… I Did It Again, выпущенный 27 марта 2000 года на лейбле Jive Records. Песня получила преимущественно положительные отзывы от музыкальных критиков и была номинирована на 43-й церемонии премии «Грэмми» в категории «Лучший женский поп-вокал». В песне лирически говорится о женщине, которая рассматривает любовь как игру, манипулируя эмоциями возлюбленного. Диалог в клипе имеет отсылку к фильму «Титаник».

## Видеоклип
Клип на песню снял Найджел Дик, который работал с Бритни над созданием видео для «(You Drive Me) Crazy», «Sometimes» и «…Baby One More Time». Главную мужскую роль сыграл Илай Суонсон (Eli Swanson), работавший в модельном бизнесе. Ролик снимался в Калифорнии 17-18 марта 2000 года. Премьера состоялась на канале MTV в программе «Making the Video» 10 апреля.
По сюжету, астронавт, который исследует Марс, находит камень с изображением Бритни, после чего появляется она сама — королева планеты в красном виниловом костюме. Герой влюбляется в Бритни и дарит ей ожерелье с бриллиантом, но она уходит, оставляя его разочарованным.
На церемонии 2000 MTV Video Music Awards, музыкальное видео «Oops!… I Did It Again» было номинировано на «Лучшее женское видео», «Лучшее танцевальное видео», «Лучшее поп-видео» и в категории «Выбор Зрителя».

## Живое выступление
Особенную известность приобрело выступление 7 сентября 2000 года. Тогда Бритни на церемонии MTV VMA 2000 сделала запоминающийся микс из легендарной песни The Rolling Stones «(I Can't Get No) Satisfaction» и «Oops!… I Did It Again». Провокационный номер вошёл в фонд лучших выступлений Спирс.

## Награды
| Год  | Церемония               | Номинация                           | Результат |
| ---- | ----------------------- | ----------------------------------- | --------- |
| 2001 | Grammy Awards           | Лучшее женское вокальное исполнение | Номинация |
| 2000 | MTV Video Music Awards  | Лучшее женское видео                | Номинация |
| 2000 | MTV Video Music Awards  | Лучшее поп видео                    | Номинация |
| 2000 | MTV Video Music Awards  | Зрительский выбор                   | Номинация |
| 2000 | MTV Europe Music Awards | Лучшая песня                        | Номинация |

## Список композиций и другие версии сингла
| U.K. CD single (9250542) (В продаже с: 2 мая 2000) 1. «Oops!… I Did It Again» (Main Version) — 3:30 2. «Deep in My Heart» (Main Version) — 3:34 3. «From the Bottom of My Broken Heart» (Ospina’s Millennium Funk Mix) — 3:29 U.K. Cassette single (9250544) (В продаже с: 2 мая 2000) 1. «Oops!… I Did It Again» (Main Version) — 3:30 2. «Oops!… I Did It Again» (Instrumental) — 3:29 3. «From the Bottom of My Broken Heart» (Ospina’s Millennium Funk Mix) — 3:29 European/Australian CD maxi single (9250552) (В продаже с: 24 апреля 2000) 1. «Oops!… I Did It Again» (Main Version) — 3:30 2. «Oops!… I Did It Again» (Instrumental) — 3:29 3. «From the Bottom of My Broken Heart» (Ospina’s Millennium Funk Mix) — 3:29 4. «Deep in My Heart» (Main Version) — 3:34 | European CD single (9250559) (В продаже с: 24 апреля 2000) 1. «Oops!… I Did It Again» (Main Version) — 3:30 2. «Oops!… I Did It Again» (Instrumental) — 3:29 3. «Deep in My Heart» (Main Version) — 3:34 4. «From the Bottom of My Broken Heart» (Ospina’s Millennium Funk Mix) — 3:29 European Remixes CD Limited Edition (9250792) (В продаже с: 26 июня 2000) 1. «Oops!… I Did It Again» (Main Version) — 3:30 2. «Oops!… I Did It Again» (Rodney Jerkins Remix) — 3:07 3. «Oops!… I Did It Again» (Ospina’s Crossover Mix) — 3:15 4. «Oops!… I Did It Again» (Riprock 'N' Alex G. Oops! We Remixed Again! Radio Mix) — 3:54 5. «Oops!… I Did It Again» (Ospina’s Deep Club Mix) — 6:05 6. «Oops!… I Did It Again» (Riprock 'N' Alex G. Oops! We Remixed Again! Club Mix) — 4:52 7. «Oops!… I Did It Again» (Ospina’s Instrumental Dub) — 6:05 The Singles Collection Коробочное издание 1. «Oops!… I Did It Again» (Main Version) — 3:30 2. «Deep in My Heart» (Main Version) — 3:34 |

## Ремиксы и официальные версии
Последующие ремиксы и другие версии уже изданы.